# Kolonîți, Iavoriv
Kolonîți (în ucraineană Колониці) este un sat în comuna Zavadiv din raionul Iavoriv, regiunea Liov, Ucraina.

## Demografie
Componența lingvistică a localității Kolonîți
     Ucraineană (100%)
Conform recensământului din 2001, toată populația localității Kolonîți era vorbitoare de ucraineană (100%).